# Бре-э-Лю
Бре-э-Лю (фр. Bray-et-Lû) — муниципалитет во Франции, в регионе Иль-де-Франс, департамент Валь-д’Уаз. Население — 753 человека (1999).
Муниципалитет расположен на расстоянии около 60 км северо-западнее Парижа, 32 км западнее Сержи.

## Демография
Динамика населения (Cassini и INSEE):